# Siseme luculenta
Siseme luculenta är en fjärilsart som beskrevs av Nicolas Grigorevich Erschoff 1874. Siseme luculenta ingår i släktet Siseme och familjen Riodinidae. Inga underarter finns listade i Catalogue of Life.